# Kumba Ialá

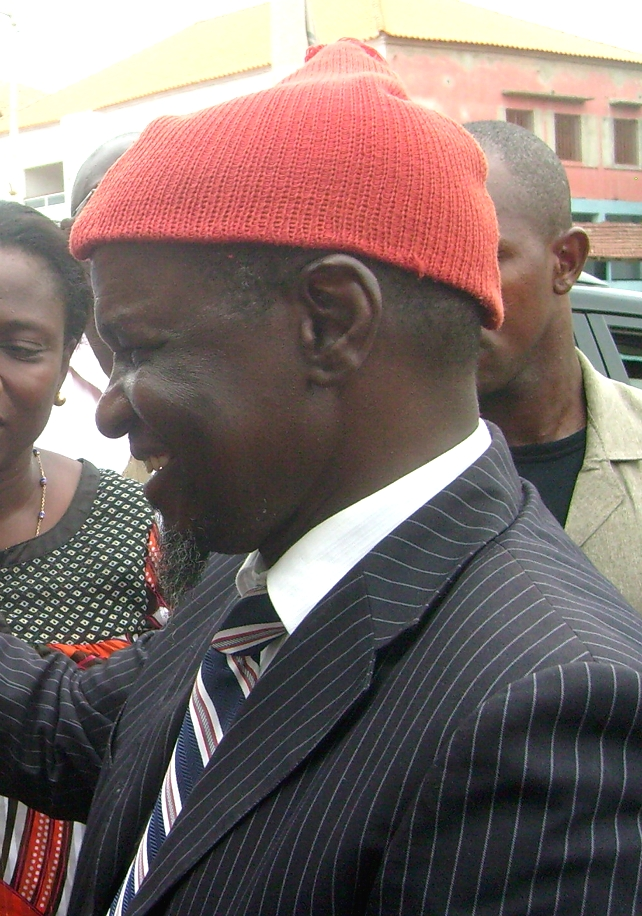
Kumba Ialá (2009)

Kumba Ialá (* 15. März 1953 in Bula; † 4. April 2014 in Bissau), auch Kumba Yalá oder Koumba Yalá geschrieben, war ein guinea-bissauischer Politiker und von 2000 bis 2003 Präsident seines Heimatlandes.

## Frühe Jahre
Ialá stammte aus der Region Cacheu im Westen des damaligen Portugiesisch-Guinea und gehörte zur Ethnie der Balanta, die etwa ein Viertel der Bevölkerung stellen. Er schloss sich als Jugendlicher der Unabhängigkeitsbewegung PAIGC an. Er studierte Theologie in Lissabon, später auch Philosophie und Rechtswissenschaften. Ialá sprach Portugiesisch, Spanisch, Französisch und Englisch und konnte Latein, Altgriechisch und Hebräisch lesen. Eine Zeit lang war er als Lehrer tätig.

## Politiker
1987 war er Leiter der Delegation Guinea-Bissaus bei den Feierlichkeiten zum 70. Jahrestag der Oktoberrevolution in der Sowjetunion. Zwei Jahre später wurde er aus der damaligen Einheitspartei PAIGC ausgeschlossen, weil er eine Demokratisierung forderte. 1991 und 1992 war er an der Gründung von Oppositionsparteien beteiligt. Nachdem er sich von seiner bisherigen Partei getrennt hatte, gründete er am 14. Januar 1992 die Partido para a Renovação Social (PRS). Am 3. Juli 1994 fanden erstmals freie Präsidentschaftswahlen statt. Im ersten Wahlgang erreichte der seit 1980 regierende Präsident João Bernardo Vieira 46,2 % der Stimmen, gefolgt von Ialá mit 21,88 %. Am 7. August 1994 siegte Vieira mit 52,02 % während Ialá 47,98 % erhielt. Ausländische Beobachter bezeichneten die Wahl als korrekt, Ialá erhob allerdings vergeblich Einspruch gegen das Ergebnis. Er akzeptierte das Resultat am 20. August, lehnte aber eine Beteiligung seiner Partei an der Regierung ab.

## Präsident
Nach dem Bürgerkrieg der Jahre 1998 und 1999, der mit Vieiras Sturz endete, kandidierte Ialá erneut und erreichte am 28. November 1999 mit 38,81 % den ersten Platz, gefolgt von Übergangspräsident Malam Bacai Sanhá von der PAIGC. Im zweiten Wahlgang vom 16. Januar 2000 siegte er mit rund 72 % der Stimmen und wurde am 17. Februar 2000 als neuer Präsident vereidigt.
Ialá gelang es während seiner Amtszeit nicht, die seit den Bürgerkriegen darbende Wirtschaft des Landes wiederzubeleben. Er beschuldigte die Regierung von Gambia, die rebellierenden Gruppen in Guinea-Bissau zu unterstützen und drohte, das Land zu „zerschmettern“. Auf Ialás Anordnung hin wurden zahlreiche Oppositionelle verhaftet, denen er regierungsfeindliche Umtriebe vorwarf.
Es gab mehrere Putschversuche gegen ihn, darunter die Rebellion von Ansumané Mané, dem Initiator des Bürgerkrieges von 1998. Die Rebellion endete nach einigen Tagen mit dem Tod Manés. Ialá, der zunehmend autoritär regierte, verschob mehrfach die für 2003 geplanten Parlamentswahlen. Am 14. September 2003 wurde Ialá vom Stabschef der Armee, Veríssimo Correia Seabra, gestürzt. Er wurde zunächst inhaftiert und dann unter Hausarrest gestellt. Er musste formell auf die Präsidentschaft verzichten und eine fünfjährige Abstinenz von der Politik versprechen.

## Weitere Laufbahn
Im Vorfeld der Parlamentswahlen im März 2004 wurde Ialá aus dem Arrest entlassen. Seine Partei PRS wurde bei den Wahlen stärkste Oppositionskraft. Im März 2005 nominierte ihn seine Partei trotz des fünfjährigen Verbots politischer Betätigung als Kandidaten für die Präsidentschaftswahlen. Das Oberste Gericht erlaubte seine Kandidatur. Im Ausland und bei den Vereinten Nationen riefen Ialás erneuter Gang in die Politik und seine folgenden Aktivitäten einige Sorge um die künftige Stabilität des Landes hervor.
Mitte Mai erklärte Ialá seinen Amtsverzicht von 2003 für nichtig, was außer kleineren Demonstrationen seiner Anhänger keine weiteren Folgen hatte. Ende Mai besetzte er mit bewaffneten Gefolgsleuten für vier Stunden den Präsidentenpalast, der Konflikt konnte friedlich gelöst werden. Bei den Wahlen vom 19. Juni 2005 erreichte er mit 25 % den dritten Platz nach den Ex-Präsidenten Vieira und Sanhá und schied aus dem Rennen aus. Wieder focht er das Ergebnis ohne Erfolg an, bei Demonstrationen seiner Anhänger gab es mehrere Tote. Zuletzt akzeptierte er seine Niederlage und sprach sich für Vieira aus, der die Stichwahlen am 24. Juli gewann und vom 1. Oktober 2005 bis zu seiner Ermordung  am 2. März 2009 wieder das Präsidentenamt innehatte. 
Ialá starb 2014 an einem plötzlichen Kreislaufstillstand.